# Nutella
Nutella es una marca de crema de cacao y avellana endulzada elaborada por la empresa italiana de Michele Ferrero que fue introducida por primera vez en 1964.

## Historia

La marca Nutella

Una receta anterior, Giandujot, era una mezcla que contiene aproximadamente 50 % de avellanas y 50 % de chocolate. Fue desarrollado en el Piamonte, Italia, después de que los impuestos sobre los granos de cacao habían impedido la fabricación y distribución de chocolate convencional. Pietro Ferrero —dueño de una pastelería en Alba, en el distrito de Langhe del Piamonte, una zona conocida por la producción de avellanas— vende un lote inicial de 300 kg (660 libras) de «Pasta Gianduia» en 1946. Este fue originalmente un bloque sólido, pero en 1949, Pietro comenzó a vender una versión cremosa, a la que en 1951 bautizó como «Supercrema».
En 1963, el hijo de Pietro, Michele, renueva Supercrema con la intención de comercializarla en toda Europa. Su composición fue modificada y fue rebautizada como «Nutella». El primer tarro de Nutella Ferrero salió de la fábrica en Alba el  20 de abril de 1964.

## Información nutricional
Nutella aporta 544 kcal x 100 g. La página web de Ferrero informa que una cucharada con 18 g, contiene:
- Calorías: 100 cal.
- Carbohidratos totales: 10 g
- De los cuales azúcares: 10 g
- Grasas totales: 6 g
- Grasas saturadas: 2 g
- Proteínas: 1 g
- Sodio: 10 mg

## Ingredientes
- Azúcar (50 %)
- Aceite vegetal de palma (23 %)
- Avellanas (13 %)
- Cacao desgrasado (7,4 %)
- Leche desnatada (o descremada) en polvo (6,6 %)
- Suero lácteo en polvo (menos de 1 %)
- Almendra (menos de 1 %)
- Emulgentes: lecitina de soja (o soya)
- Aromatizante: vainillina (o vainilla)

La fórmula varía según el país de fabricación.

## Honores
El 14 de mayo de 2014, Poste italiane emitió un sello conmemorativo por el 50.º aniversario de Nutella.